# Nógrádsáp
Nógrádsáp là một thị trấn thuộc hạt Nógrád, Hungary. Thị trấn này có diện tích 15,46 km², dân số năm 2010 là 851 người, mật độ 55 người/km².